# トゥール・コーク
トゥール・コーク (クメール語: ទួលគោក、"Toul Kork")は、プノンペンの行政区の1つ。人口は、およそ154,968人。　
トォール・コークの意味は、“小高い土地”である。